# Będzinborgen
Będzinborgen är en borg på en kulle norr om staden Będzin i södra Polen. På platsen fanns tidigare en fästning i trä från 1100-talet vars rester revs när borgen byggdes på 1300-talet. Byggherre var kung Kasimir III och borgen ingick i försvaret av Kungariket Polen och senare av det Polsk-litauiska samväldet. 
Będzinborgen förstördes på 1600-talet av svenska trupper och en brand och rekonstruerades på 1800-talet. Den fick sitt nuvarande utseende omkring 1950 och hyser i dag Zagłębie Museum med vapensamlingar från medeltiden till andra världskriget samt en utställning om borgen och dess historia.
I närheten finns flera andra borgar som också uppförts av Kasimir III.